# Union valdôtaine progressiste (1973)
Pour les articles homonymes, voir Union valdôtaine (homonymie).
Pour le parti du même nom fondé en 2013, voir Union valdôtaine progressiste (2013).
L'Union valdôtaine progressiste (UVP) fut un parti politique d'orientation régionaliste,  social-démocrate et chrétienne de gauche actif en Vallée d'Aoste de 1973 à 1984.

## Historique
Créé à la suite d'une scission de l'Union valdôtaine, il se présenta pour la première fois à l'occasion des élections régionales de 1973 auxquelles il obtint 11,6 % des voix et quatre sièges. Aux élections régionales suivantes de 1978, il subit une forte baisse, ne dépassant pas 3,1 % des voix et un seul élu seul. Le parti décida alors de s'unir aux Démocrates populaires.
Aux élections régionales de 1983, le Fédération DP-UVP obtint 10,4 % des voix, contre 14,9 % obtenu séparément cinq ans auparavant, et quatre sièges. En 1984, les deux partis s'unirent définitivement et formèrent les Autonomistes démocrates progressistes.
En 1998, cette dernière formation conflua à son tour dans la Fédération autonomiste.
Bruno Salvadori faisait partie des chefs de ce parti. Ses idées fédéralistes influencèrent Umberto Bossi, fondateur et leader de la Ligue du Nord.
Fin 2012, en vue des élections générales italiennes de 2013 est recréée une UVP qui soutient la candidature de Laurent Viérin comme député : il échoue de 185 voix derrière Rudi Marguerettaz.

## Sources
- (it) Cet article est partiellement ou en totalité issu de l’article de Wikipédia en italien intitulé « Union Valdôtaine Progressiste » (voir la liste des auteurs).